# Johann Huber
Johann Nepomuk Huber (født 18. august 1830 i München, død 20. marts 1879 sammesteds) var en romersk-katolsk filosof og forfatter.
Huber studerede teologi og filosofi i München, ved hvis universitet han 1854 blev privatdocent, 1859 ekstraordinær professor og 1864 ordentlig professor i filosofi. Han var en kendt filosofisk forfatter, da hans monografi Johannes Scotus Erigena (München 1861) blev sat på indeks. Da han ikke ville tilbagekalde de meninger, han havde fremsat i bogen, blev det forbudt alle romersk-katolske studenter at høre hans forelæsninger.
1867 begyndte han sammen med Döllinger et felttog mod ultramontanismen ved artikler i "Augsburger Allgemeine Zeitung", og han var en af de betydeligste modstandere af det pavelige ufejlbarhedsdogme. Huber blev en af lederne i den gammelkatolske bevægelse, og i skrifter af filosofisk-historisk indhold behandlede han tidens brændende spørgsmål.